# The Willie Nelson Family
The Willie Nelson Family è il settantunesimo album in studio del musicista statunitense Willie Nelson, pubblicato nel 2021.
Nel disco, che contiene reinterpretazioni, l'artista si avvale della collaborazione dei figli Lukas, Micah, Paula ed Amy, della sorella Bobbie Nelson, e della sua Family Band. 

## Tracce
Tutte le tracce sono state scritte da Willie Nelson, eccetto dove indicato.

1. Heaven and Hell – 2:22
2. Kneel at the Feet of Jesus – 2:29
3. Laying My Burdens Down – 1:48
4. Family Bible – 2:48
5. In the Garden – 3:24 (C. Austin Miles)
6. All Things Must Pass – 3:36 (George Harrison)
7. I Saw the Light – 1:52 (Hank Williams)
8. In God's Eyes – 2:55
9. Keep It on the Sunnyside – 2:54 (A.P. Carter)
10. I Thought About You, Lord – 3:20
11. Too Sick to Pray – 2:15
12. Why Me – 2:12 (Kris Kristofferson)